# Fletschhorn
De Fletschhorn is een 3996 meter hoge berg in het oosten van de Walliser Alpen nabij de Italiaanse grens. De berg vormt samen met de Lagginhorn (4010 m) en de Weissmies (4023 m) een massief tussen het Saastal en de Simplonpas. Onder de top liggen twee grote gletsjers; de Grubengletsjer aan de westzijde en de Rosbodengletsjer aan de oostzijde.
In juli 1889 beklommen J.D. James en Ambros Supersaxo de Fletschhorn voor de eerste maal. Het meest gebruikte beginpunt voor de tocht naar de top is de Weissmieshütte die op een hoogte van 2726 meter ligt.
Tot 1956 stond bij deze berg een hoogte van 4001 meter vermeld. Hermeting in dit jaar wees echter uit dat de top vijf meter lager was. Dit is waarschijnlijk te wijten aan een bergstorting of simpelweg aan een foute eerdere berekening.